# Godzilla

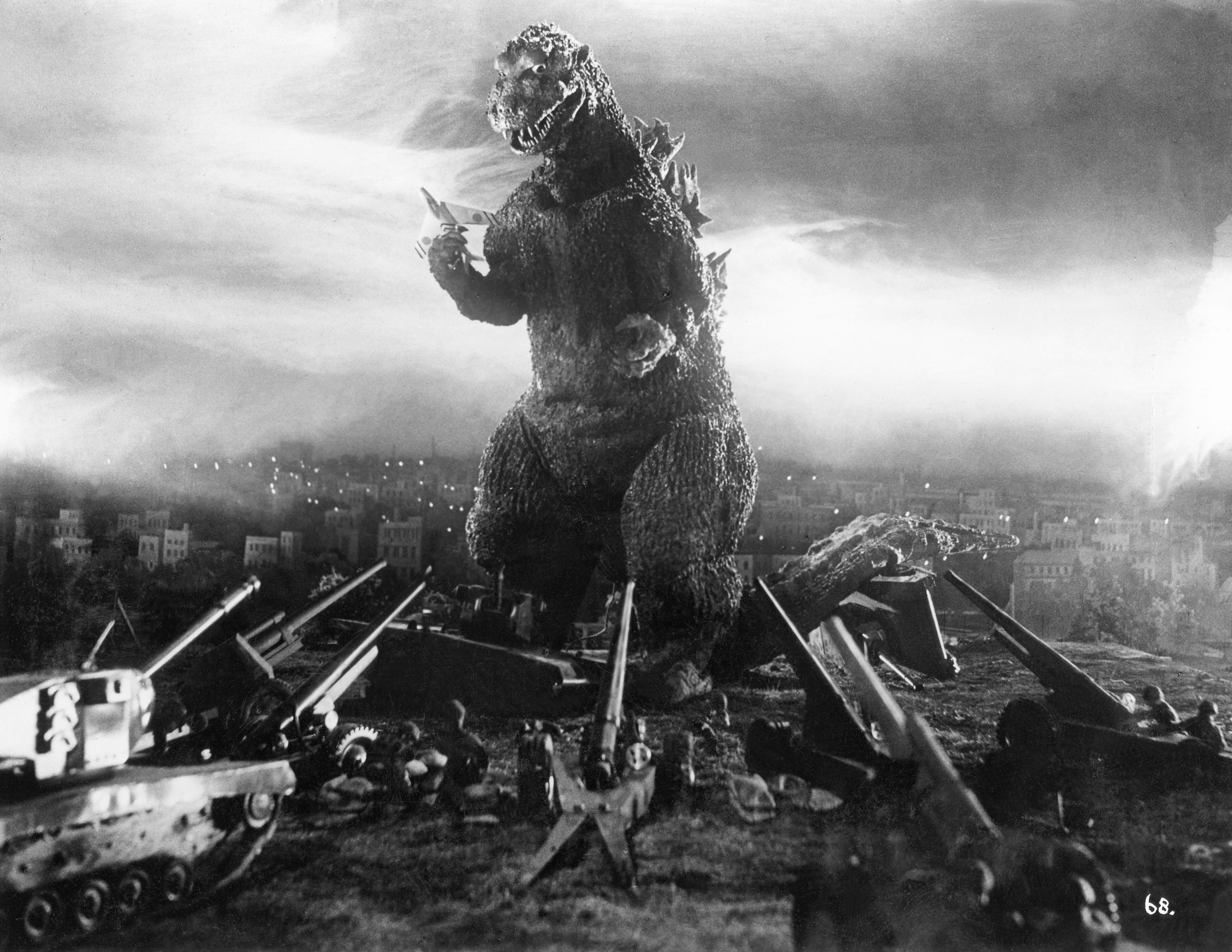
Ilustrovaný příklad Godzilly.

Godzilla (japonsky ゴジラ, Godžira) je fiktivní obří netvor, který je hlavním hrdinou ale i záporákem desítek filmů a počítačových her. Poprvé se objevil v japonském filmu Godzilla z roku 1954. Z původního ničivého monstra se Godzilla postupně změnila v postavu, která by se dala charakterizovat jako antihrdina. Podle filmové legendy je Godzilla obřím dinosaurem, který je vyhnaný z mořských hlubin a částečně zmutovaný následky tichomořských testů vodíkových bomb v 50. letech. Godzilla je ikonou japonské popkultury, která neztrácí svou popularitu ani desítky let po svém vzniku.
Godzilla bylo také jméno nejdéle žijícího leguána modravého.

## Filmy a seriály, v nichž vystupuje Godzilla

### Japonské filmové série a seriály
Série Šówa (1954–1975)
- Godzilla (1954) – první film, v němž se Godzilla objevil
- Godzilla vrací úder (1955)
- King Kong vs. Godzilla (1962)
- Mothra vs. Godzilla (1964)
- Tři obří monstra: Největší bitva na Zemi (1964)
- Velká válka monster (1965)
- Godzilla, Ebirah, Mothra: Velký souboj v Jižních mořích (1966)
- Syn Godzilly: Rozhodující bitva na Ostrově monster (1967)
- Útok pochodujících monster (1968)
- Godzilla, Minilla, Gabara: Útok všech monster (1969)
- Godzilla vs. Hedorah (1971)
- Godzilla vs. Gigan (1972)
- Godzilla vs. Megalon (1973)
- Meteorický člověk Zone (1973)
- Godzilla vs. Mechagodzilla (1974)
- Mechagodzilla vrací úder (1975)

Série Heisei (1984–1995)
- Godzilla (1984)
- Godzilla vs. Biollante (1989)
- Godzilla vs. King Ghidorah (1991)
- Godzilla vs. Mothra (1992)
- Godzilla vs. Mechagodzilla 2 (1993)
- Godzilla vs. SpaceGodzilla (1994)
- Godzilla vs. Destoroyah (1995)

Série Millenium (1999–2004)
- Godzilla 2000: Millenium (1999)
- Godzilla vs. Megaguirus (2000)
- Godzilla, Mothra a King Ghidorah: Útok všech monster (2001)
- Godzilla X MechaGodzilla (2002)
- Godzilla X Mothra X MechaGodzilla: Zachraňte Tokio (2003)
- Godzilla: Konečné války (2004)

Série Reiwa (2016 – ?)
- Shin Godzilla (2016)
- Godzilla -1.0 (2023)

### Americké filmové a seriálové série
Hanna - Barbera (1978–1979)
- Godzilla (1978–1979)

Série TriStar/Centropolis (1998–2000)
- Godzilla (1998)
- Seriál Godzilla (1998–2000)

Série Legendary/Warner Bros. (2014 – ?)
- Godzilla (2014)
- Godzilla 2 (2019)
- Godzilla vs. Kong (2020)
- Monarch: Odkaz monster (2023)

Simpsonovi
- Speciální čarodějnický díl XXVI (parodie) (2015)